# Église Saint-Pierre de Merzig
 (mars 2023).
Pour les articles homonymes, voir Église Saint-Pierre.
L’église Saint-Pierre est une église à Merzig, dans le Land de Sarre.

## Histoire
Merzig est l'une des plus anciennes villes de la Sarre, un vicus romain est remplacé par une résidence royale (de) franconienne. À la fin du IXe siècle, la ville devient la possession de la principauté archiépiscopale de Trèves. L'église Saint-Pierre n'est attestée qu'à partir de 1152 en tant qu'église abbatiale d'augustiniens originaires de Springiersbach. En 1182, l'abbaye est transformée en prieuré de prémontrés, qui suivent les règles de l'abbaye de Wadgassen (de). L'église abbatiale est alors entièrement reconstruite, elle est essentiellement le bâtiment qui existe aujourd'hui.
À la suite de la destruction complète de Merzig par les troupes du duc bourguignon Charles le Téméraire en 1475, l'église subit des dommages à la nef, qui sont réparés la même année, bien que des modifications fussent apportées au bâtiment de l'église. À la fin du XVIe siècle, la nef s'effondre, endommageant également le clocher occidental. Entre 1595 et 1597, la nef est reconstruite et le clocher occidental restauré. Entre 1657 et 1714, cinq incendies à Merzig endommagent Saint-Pierre. De 1714 à 1725, l'église est restaurée, y compris la structure d'origine, et le clocher occidental est agrandi. Dans un rapport de visite de 1739, les clochers flanquant le chœur sont décrites comme en ruines et l'année suivante sans toit. Les clochers sont supprimés jusqu'à la hauteur des avant-toits du transept. Au milieu du XVIIIe siècle, des rénovations sont effectuées, au cours desquelles les fenêtres gothiques sont remplacées par des arcs en plein cintre romans. En 1760, il y a de nouvelles modifications : le mur nord du transept reçoit une grande fenêtre et à l'ouest les bas-côtés sont raccourcis. En 1764, l'église subit une restauration. Selon la Charta Topographica, les travées des bas-côtés manquent en 1770.
Le monastère est dissous pendant la Révolution française. Une restauration complète a lieu entre 1887 et 1898, l'intérieur de l'église est entièrement peint. Après la Seconde Guerre mondiale, les murs sont blanchis à la chaux, mais en grande partie restaurés lors d'une rénovation intérieure achevée en 1985.

## Architecture
L'église conventuelle, achevée au début du XIIIe siècle, est un édifice roman tardif. Il appartient, de manière unique en Sarre, à un ensemble d'édifices de Rhénanie, de l'est de la Belgique et du sud des Pays-Bas, que Kubach (de) et Verbeek (de) attribuent au "Roman Rhin-Meuse".
En plan, il s'agit d'une basilique en forme de croix à trois nefs avec un clocher occidental, à l'origine une nef à toit plat, un transept voûté et un chœur avec une abside ronde, des clochers de flanc de chœur et des absides latérales. Une relation avec Maria Laach et Knechtsteden est évidente, en particulier dans la partie orientale, la principale différence étant l'absence de croisée du transept. Une particularité de Merzig sont les tours d'escalier rondes attachées aux clochers du flanc du chœur, qui apparaissent comme des absides élancées dans leur partie supérieure.
La partie orientale est richement structurée à l'extérieur par des frises en damier, des bandes de pilastres et des arcs aveugles, des arcades en trèfle sur des colonnes sur le triangle du pignon de l'antichambre, des ouvertures de fenêtres particulières en forme d'hirondelle sur les pignons du toit des tours du flanc du chœur, sur l'antichambre pignon et les fenêtres du transept, globalement caractéristiques de l'art roman dit « rhénan-mosan », cependant, les touffes de feuillages stylisés des écoinçons des arcs de l'abside renvoient à des modèles lorrains-messins.
La nef est indivise dans le haut mur, sur les bas-côtés à travers les fenêtres surélevées à triple arcatures et les contreforts légèrement saillants. La partie occidentale est entièrement moderne. Le clocher, d'apparence romane par ses doubles arcades acoustiques, date du XVIIIe siècle. La thèse d'une façade à double tour d'après un dessin du XVIIe siècle ne peut être confirmée par les fouilles archéologiques de 1963 (les deux clochers du dessin marquent probablement les clochers flanquant le chœur), mais il y a apparemment toujours un clocher occidental.
À l'intérieur, la nef centrale est à l'origine à toit plat. Des arcades légèrement pointues sur des piliers ronds massifs s'ouvrent vers les bas-côtés. Ces rangées de colonnes créent une formidable impression d'espace. Que la nef centrale repose sur des piliers est rare dans l'architecture romane rhénane. Les voûtes sont arrachées après un incendie au XVe siècle et sont comparables à la collégiale Saint-Léger de Marsal.
Le transept et la croisée sont voûtés en croisée d'ogives et l'antichambre est voûtée en berceau. L'abside est richement structurée par des arcades aveugles sur des faisceaux de colonnes avec une voûte en plein cintre à dix nervures. Dans le transept sud se trouve un linteau du XIIe siècle, probablement de l'édifice précédent.

## Source de la traduction
- (de) Cet article est partiellement ou en totalité issu de l’article de Wikipédia en allemand intitulé « Peter (Merzig) St. Peter (Merzig) » (voir la liste des auteurs).